# Romualda Adamczewska
Romualda Adamczewska (Roma Juszkatówna, Roma Juszkat) (ur. 4 grudnia 1942 w Lublinie) – polska tancerka baletowa, laureatka wielu nagród w tym Srebrny Krzyż Zasługi, Odznaka „Zasłużony Działacz Kultury”, Laureatka 1981 w Plebiscycie na najpopularniejszych aktorów. Została oceniona jako tancerka o wybitnych zdolnościach. Potrafiła tańczyć zarówno balet klasyczny, jak i współczesny.

## Życiorys
Roma Juszkat urodziła się 4 grudnia 1942 roku w Lublinie. To całkiem przypadkowe miejsce urodzenia, rodzina Juszkatów została przesiedlona podczas okupacji hitlerowskiej z Bydgoszczy. Po perypetiach związanych z przebiegiem i końcem II Wojny Światowej ojciec Tadeusz i matka Wanda trafili wraz z dziećmi, 6 letnim Ryszardem i niespełna 3 letnią Romą do Lubniewic. Następnie rodzina trafiła do Poznania, od tego czasu los Romy związany został z nadwarciańskim miastem. Gdy Roma miała 4 i pół roku matka Wanda starała się o przyjęcie córki na lekcje rytmiki i tańca u Madame Pruskiej, która przyjęła ją na lekcje pomimo jej młodego wieku. W 1951 Roma rozpoczęła naukę w Państwowej Podstawowej Szkole Choreograficznej. Los Romy został przesądzony, gdy pewnego dnia Olga Sławska, występująca w roli wizytatora, wybrała jedyną uczennicę mogącą przejść, wraz z promocją do klasy czwartej do Państwowej Szkoły Choreograficznej i tak rozpoczęła ona w 1952 dziewięcioletni okres rozwijania życiowej pasji i zagłębiania nauki w zawodzie tancerki. Szkołę Roma ukończyła z wyróżnieniem, a zaraz po maturze w roku 1961 otrzymała propozycję pracy w Operze i Operetce w Bydgoszczy.
W 1963 roku powrócił z Paryża Conrad Drzewiecki i po uzyskaniu stanowiska choreografa w Operze Poznańskiej w Poznaniu zaproponował Romie stanowisko koryfejki, które przyjęła. Ten moment zapoczątkował wiele sukcesów w karierze Romy Juszkat. Od początku do końca kariery tańczyła przede wszystkim jedynie partie solowe. W 1971 roku na zebraniu pracowników reaktywowała się grupa tancerzy, tworząc zespół tańca pod kierownictwem Conrada Drzewieckiego, w którym znalazła się Roma Juszkat. W 1973 z tego zespołu powstał na mocy uchwały Rady Narodowej miasta Poznania – Polski Teatr Tańca – Balet Poznański.

### Działalność artystyczna w Operze w Bydgoszczy
Roma w Teatrze Muzycznym Opery i Operetki w Bydgoszczy została zatrudniona na stanowisku koryfejki. Jej pierwszą rolą było uczestnictwo w zespole gości weselnych w „Halce” Stanisława Moniuszki w reżyserii Władysława Wolskiego, choreografii Rajmunda Sobiesiaka. Kolejne wcielenia artystyczne stanowiły role Zaremy w „Fontannie Bachczysataju”, Kleopatry i Afrodyty w „Nocy Walpurgi” i w „Fauście” Charles’a Gounoda. Pierwszą role solową Roma zagrała Julię w premierze baletu Romeo i Julia 7 maja 1962 roku Siergieja Prokofjewa. Przedstawienie odniosło ogromny sukces. Po tej premierze Roma dostała wiele propozycji zawodowych w tym stypendium zagranicznego. Ostatnią premierą Romy Juszkat w Bydgoszczy była sztuka „Król Wichrów” Feliksa Nowowiejskiego.

### Działalność artystyczna w Operze Poznańskiej
1 września 1963 roku Roma Juszkat została zaangażowana w Państwowej Operze im. Stanisława Moniuszki w Poznaniu w charakterze koryfejki baletu. Pierwszą rolę jaką zatańczyła na deskach tejże opery „Aida” Giuseppe Verdiego, następną ponowna rola Julii w balecie Romeo i Julia Siergieja Prokofjewa. Dużym przełomem solowym młodej wtedy artystki było wystąpienie w „Zemście Nietoperza” Johanna Straussa. Na przestrzeni lat 1963–1973 Roma Juszkat zatańczyła wiele solowych ról w takich spektaklach jak: „Faust z nocą w Walpurgi”, Zemsta nietoperza”, „Eros i Psyche”, „Trzy Balety – La velse”, „Zagraj nam Jonny”, „Esik w Ostendzie”, „Wieczór Galowy – Rusłan i Ludmiła, Śpiąca Królewna – Adagio des Roses”, „Soiree de gala – Sylfidy”, „Orfeusz w piekle”, „Dziś i wczoraj – Improwizacje do Szekspira”, „Giselle”, „Jezioro Łabędzie”.

### Pierwsza solistka Polskiego Teatru Tańca – Baletu Poznańskiego
Roma Juszkat otrzymała stanowisko Pierwszej Solistki Teatru Tańca – Baletu Poznańskiego. Uroczyste otwarcie tejże instytucji uczciło wznowienie „Cudownego Mandaryna”, gdzie Roma wcieliła się w postać Dziewczyny. Z baletem tym zespół udał się na pierwsze tournee do Niemiec. Kolejną solową rolą Romy była rola Elwiry w „Epitafium dla Don Juana” Prestiż Romy Juszkat rósł nieprzerwanie, 25 marca 1974 roku otrzymała z rąk ówczesnego Prezydenta Miasta Poznania Andrzeja Wituskiego Honorową Odznakę Miasta Poznania. Kariera Romu Juszkat aż do końca była związana z Polskim Teatrem Tańca. Zatańczyła wiele solowych ról scenicznych i nakręciła parę filmów, takich jak: „Cudowny Mandaryn”, „Epitafium dla Don Juana”, „Przypowieść sarmacka”, „Panna i śmierć”, „Ostatnia niedziela”.

### Nagrody i odznaczenia
- 1919-1969 odznaczenie na 50-lecie Opery Poznańskiej (1969.10.12),
- Odznaka Honorowa Miasta Poznania (1974.03.25),
- Odznaka honorowa za zasługi w rozwoju Województwa Poznańskiego (1970.03.30),
- laureatka 1981 roku w Plebiscycie na najpopularniejszych aktorów (1981),
- imienny medal Leona Wójcikowskiego (1981),
- medal Wojciecha Bogusławskiego (1981),
- Srebrny Krzyż Zasługi (1983.06.08),
- odznaka Zasłużonego Działacza Kultury (1984.04.26),
- medal na 200-lecie Polskiego Baletu (1985),
- jubileuszowa nagroda specjalna Instytutu Muzyki i Tańca (2021.01.20).